# Hans Pongratz
Hans Pongratz (* 26. Oktober 1945) ist ein deutscher Sanitätsoffizier a. D. Er war Stellvertreter des Generalarztes der Luftwaffe und vorher Leiter der Abteilung III des Flugmedizinischen Instituts der Luftwaffe. Er ist der Vater von Johann Pongratz, Rufname Hans, dem Technischen Geschäftsführer der Stiftung für Hochschulzulassung und Professor für Komplexe IT-Systeme und digitale Infrastrukturen am Zentrum für HochschulBildung der Technischen Universität Dortmund.

## Leben
Pongratz studierte in München Maschinenbau und Medizin. Im Jahr 1976 wurde er mit einer Arbeit über Transplantationssysteme an der Ludwig-Maximilians-Universität München promoviert.
Pongratz trat in die Bundeswehr ein und war in unterschiedlichsten Funktionen, aber immer als Fliegerarzt eingesetzt. Er arbeitete wissenschaftlich im Bereich der Flug- und Raumfahrtmedizin am Flugmedizinischen Institut der Luftwaffe in Fürstenfeldbruck. Hans Pongratz war Fliegerarzt in fliegenden Verbänden und leitete im Wechsel die Abteilungen Ergonomie, Flugphysiologie. Er vertrat das Institut hinsichtlich Forschung, Wissenschaft und Lehre nach außen. Von 2002 bis zu seinem Ruhestand 2006 war er im Range eines Oberstarztes Stellvertreter des Generalarztes der Luftwaffe in Siegburg.
Pongratz war langjähriges Vorstandsmitglied, u. a. bis 2004 Präsident der Deutschen Gesellschaft für Luft- und Raumfahrtmedizin (DGLRM), zudem  war er Mitglied des Senates der Deutschen Gesellschaft für Luft- und Raumfahrt (DGLR). Zusätzlich war er bis vor kurzem in verschiedenen internationalen Gremien für Luft- und Raumfahrtmedizin tätig, unter anderem als Verbindungsperson zwischen der European Society of Aerospace Medicine (ESAM) und der Aerospace Medical Association (AsMA).
Er war Lehrbeauftragter an der medizinischen Fakultät der Ludwig-Maximilians-Universität München (LMU) und an der Fakultät für Maschinenwesen der Technischen Universität München (TUM). Im Zuge dieser Tätigkeit wurde ihm 2010 von der TUM die akademische Würde des Honorarprofessors verliehen. Er hielt bis 2015 die Vorlesung Luft- und Raumfahrtmedizin an der TUM LRT. Er ist seit 1965 Mitglied der katholischen Studentenverbindung KDStV Aenania München im CV und ist seit 2017 deren Philistersenior. Von 2008 bis 2011 war er Vorstand der Katholischen Korporationen Münchens e.V. (KKM).

## Schriften
- Offizier der Bundeswehr, in: Arbeitsmedizinische Berufskunde, 1996
- Kompendium der Flugmedizin 2002, Flugmedizinisches Institut der Luftwaffe 2002, ISBN 3-00-011080-1
- Kompendium der Flugmedizin 2006, Flugmedizinisches Institut der Luftwaffe 2006, ISBN 3-00-016306-9